# Pontus Kåmark
Pontus Kåmark (Västerås, 5 aprile 1969) è un ex calciatore svedese, di ruolo difensore.

## Carriera

### Club
Ha giocato nella prima divisione svedese ed in quella inglese.

### Nazionale
Tra il 1990 ed il 2002 ha giocato 57 partite con la nazionale svedese, con cui ha anche partecipato ai Mondiali del 1994.

## Palmarès

### Club

#### Competizioni nazionali
- Campionato svedese: 5

IFK Göteborg: 1990, 1991, 1993, 1994, 1995
- Coppa di Svezia: 1

IFK Göteborg: 1991
- Coppa di Lega inglese: 1

Leicester City: 1996-1997